# Elián Abdala
Elián Lionel Abdala (1 de junio de 1989) es un futbolista argentino. Juega de delantero y su actual equipo es Rivadavia de Necochea Que Milita El Torneo Del Interior De Argentina (Buenos Aires)

## Trayectoria

### Inicios en Necochea
Abdala es un futbolista surgido en Del Valle de Necochea, club de su ciudad natal que militaba en el Torneo del Interior. Allí jugó hasta mediados de 2013.

### Nueva Chicago
El delantero ya había hecho pruebas en varios equipos de Buenos Aires previamente, pero recién en julio de 2013, firmó contrato con el Club Atlético Nueva Chicago. El mismo director técnico que había recomendado a Eduardo Berón para Chicago en el 2010, fue quien acercó a Abdala a la institución. Sin embargo, no tuvo continuidad, habiendo disputado solo 2 partidos sin convertir goles a lo largo del campeonato. Formó parte del plantel que ascendió a la Primera B Nacional luego de ganar el campeonato.
Luego del ascenso, Chicago se tenía que armar para afrontar el torneo de la Primera B Nacional. La continuidad del delantero estuvo en duda debido a una posible cesión a un club de una categoría menor para adquirir continuidad. Abdala no fue tenido en cuenta por Omar Labruna, director técnico del equipo. No disputó ningún partido a lo largo del Torneo de Transición 2014. Su equipo terminó logrando el ascenso a Primera División.
El 2015 llegó al Sport victoria de Ica siendo uno de los goleadores del equipo dejando gran impresión en la segunda división del Perú en el 2016 pasó a las filas del Sport loreto

## Clubes
| Club                          | País      | Año         |
| ----------------------------- | --------- | ----------- |
| Del Valle de Necochea         | Argentina | 2008 - 2013 |
| Nueva Chicago                 | Argentina | 2013 - 2014 |
| Sport Victoria                | Perú      | 2015        |
| Sport Loreto                  | Perú      | 2016-       |
| Independiente de San Cayetano | Argentina | 2017        |
| Rivadavia de Necochea         | Argentina | 2017        |

## Estadísticas
| Club                                                                | Temporada           | Liga  | Liga  | Copa Nac.1 | Copa Nac.1 | Copa Inter. | Copa Inter. | Total | Total |
| Club                                                                | Temporada           | Part. | Goles | Part.      | Goles      | Part.       | Goles       | Part. | Goles |
| ------------------------------------------------------------------- | ------------------- | ----- | ----- | ---------- | ---------- | ----------- | ----------- | ----- | ----- |
| Nueva Chicago Argentina                                             | 2013/14             | 2     | 0     | -          | -          | -           | -           | 2     | 0     |
| Nueva Chicago Argentina                                             | 2014                | 0     | 0     | -          | -          | -           | -           | 0     | 0     |
| Nueva Chicago Argentina                                             | Total Chicago       | 2     | 0     | -          | -          | -           | -           | 2     | 0     |
| Total en su carrera                                                 | Total en su carrera | 2     | 0     | -          | -          | -           | -           | 2     | 0     |
| Última actualización: Gimnasia de Jujuy vs. Nueva Chicago, 19.12.14 |                     |       |       |            |            |             |             |       |       |

## Palmarés
| Club          | Campeonato                 | País      | Año         |
| ------------- | -------------------------- | --------- | ----------- |
| Nueva Chicago | B Metropolitana            | Argentina | 2013 - 2014 |
| Nueva Chicago | Ascenso a Primera División | Argentina | 2014        |